# Neolentinus
Neolentinus is een geslacht van schimmels behorend tot de familie Gloeophyllaceae. De typesoort is Neolentinus kauffmanii.

## Soorten
Volgens Index Fungorum telt het geslacht negen soorten (peildatum maart 2023):
| Soortnaam                                      | Auteur(s)                             | Publicatiejaar |
| ---------------------------------------------- | ------------------------------------- | -------------- |
| Neolentinus adhaerens (Harsige taaiplaat)      | (Alb. & Schwein.) Redhead & Ginns     | 1985           |
| Neolentinus cirrhosus                          | (Fr.) Redhead & Ginns                 | 1985           |
| Neolentinus cyathiformis (Korrelige taaiplaat) | (Schaeff.) Della Magg. & Trassin.     | 2014           |
| Neolentinus dactyloides                        | (Cleland) Redhead & Ginns             | 1985           |
| Neolentinus kauffmanii                         | (A.H. Sm.) Redhead & Ginns            | 1985           |
| Neolentinus lepideus (Schubbige taaiplaat)     | (Fr.) Redhead & Ginns                 | 1985           |
| Neolentinus pallidus                           | (Berk. & M.A. Curtis) Redhead & Ginns | 1985           |
| Neolentinus papuanus                           | (Hongo) Redhead & Ginns               | 1985           |
| Neolentinus ponderosus                         | (O.K. Mill.) Redhead & Ginns          | 1985           |